# Јоаким Нордстрем
Јоаким Нордстрем (швед. Joakim Nordström — Стокхолм, 25. фебруар 1992) професионални је шведски хокејаш на леду који игра на позицијама крилног нападача.
Члан је сениорске репрезентације Шведске за коју је на међународној сцени дебитовао на светском првенству 2017. године, када су Швеђани освојили златну медаљу.
Учествовао је на улазном драфту НХЛ лиге 2010. где га је као 90. пика у трећој рунди одабрала екипа Чикаго блекхокса. За тим из Чикага дебитовао је у сезони 2013/14, а већ следеће сезоне са Блекхоксима је освојио и трофеј Стенли купа. Од 2015. игра за Каролина харикенсе.